# Ботаническа градина „Кирстенбош“
Ботаническа градина „Кирстенбош“ (Kirstenbosch) е ботаническа градина, разположена на източните склонове на Плоската планина в град Кейптаун.
Градината е сред 9-те национални ботанически градини на Република Южна Африка и територията ѝ от 36 хектара е част от природен резерват с обща площ от 528 хектара, покриващ всички биоми на южните части на Африканския континент. Административно се обслужва от Южноафриканския национален институт по биоразнообразието (SANBI).

## Мисия и функции
При откриването на градината през 1913 година е декларирана мисията ѝ да съхрани уникалната флора на страната и това е първата ботаническа градина в света с такъв етос. Над седем хиляди вида се култивират в градината, в това число много редки и застрашени от изчезване видове. С малки изключения, в „Кирстенбош“ се отглеждат само туземни и ендемични видове, което я прави и една от най-характерните и известни ботанически градини в света. Градината е в центъра на защитената територия „Кейп Флористик Риджиън“, регион на растителното разнообразие на полуострова, който през 2004 година е обявен от ЮНЕСКО за обект на световното наследство.
Градината включва голяма оранжерия, показваща растения от голям брой различни региони като растителни видове от саваната, от областта Кару и характерната за Полуострова растителност, наречена фейнбос, и други. На открито са растения, които са характерни за региона на Полуострова, в който специален акцент е живописната колекция протеи, включваща и царска протея, както и голям брой представители на отдел Цикасови. Общият брой видове е над 7000.
Ботаническата градина „Кирстенбош“ е популярно място за посещения не само на туристи, но и на местните жители. Разрешено е организирането на пикници на поляните, а също така и градината е начална точка за няколко планинарски маршрута. Единият от тях, започващ от ждрелото Skeleton Gorge е от сравнително лесните и популярни маршрути към върха на Плоската планина, други маршрути водят към Мемориала на Сесил Роудс и към Дяволският връх.
През лятото, градината е домакин на серия концерти на открито, които се провеждат в неделя вечер.

## История
Историята на градината „Кирстенбош“ е тясно преплетена с живота на британския ботаник Хенри Харолд Пиърсън, който през 1903 година напуска поста си в Кеймбриджкия университет, за да се засели сред британската колония на Полуострова. Става професор по ботаника в Южноафриканския колеж, който впоследствие прераства в Университета на Кейптаун. През 1911 година Пиърсън посещава земите наоколо, за да проучи възможността за създаването на ботаническа градина. Две години по-късно успява да издейства от правителството на Колонията да предостави земята за тази цел заедно с годишна издръжка от хиляда паунда и е назначен за първи директор на градината, но без да получава възнаграждение за труда си.
Превръщането на района в ботаническа градина било друго предизвикателство: в началото на 19 век земите били засадени с овощни градини, лозя и дъбове, но междувременно били запуснати, силно буренясали и в тях се заселили стада диви прасета. В тези нелеки условия Пиърсън започва огромната си работа по облагородяване на района. През 1916 година, на 46-годишна възраст, възстановявайки се от операция, развива пневмония и умира. Погребан е в любимата си ботаническа градина и на надгробната му плоча епитафията гласи: „Ако търсиш паметника му, огледай се наоколо“.

## Галерия
- Изглед към планината
- Изглед към градината
- Едно от езерцата в градината
- Поляните често се ползват за пикници
- Cotyledon orbiculata
- Плод на Gardenia thunbergia
- Leucospermum Reflexum
- Protea cynaroides (царска протея)
- Encephalartos arenarius, отдел Цикасови
- Символ на градината е стрелицията
- Портрет на Пиърсън около 1900 г.
- Гробът на Пиърсън в „Кирстенбош“